# بیت عرب (روستا)
 بیت عرب  (در عربی:  بیت اَلعَرَب )
نام روستایی است در دهستان القُلیس از توابع استان صَنعاء در کشور یمن در شبه جزیره عربستان.

## جمعیت
جمعیت آن (۵۰ ) نفر (۶ خانوار) می‌باشد.